# Лавиця (Великопольське воєводство)
Лавиця (пол. Ławica) — село в Польщі, у гміні Серакув Мендзиходського повіту Великопольського воєводства.
Населення — 175 осіб (2011).
У 1975-1998 роках село належало до Познанського воєводства.

## Демографія
Демографічна структура станом на 31 березня 2011 року:
|          | Загалом | Допрацездатний вік | Працездатний вік | Постпрацездатний вік |
| -------- | ------- | ------------------ | ---------------- | -------------------- |
| Чоловіки | 90      | 18                 | 64               | 8                    |
| Жінки    | 85      | 22                 | 45               | 18                   |
| Разом    | 175     | 40                 | 109              | 26                   |